# بال‌خاکستری‌ها
بال‌خاکستری‌ها (نام علمی: Poeoptera) نام یک سرده از تیره ساران است.